# Pakoszówka
Pakoszówka (ukrainisch Пакошівка) ist eine Ortschaft mit einem Schulzenamt der Landgemeinde Sanok im Powiat Sanocki der Woiwodschaft Karpatenvorland in Polen.

## Geographie

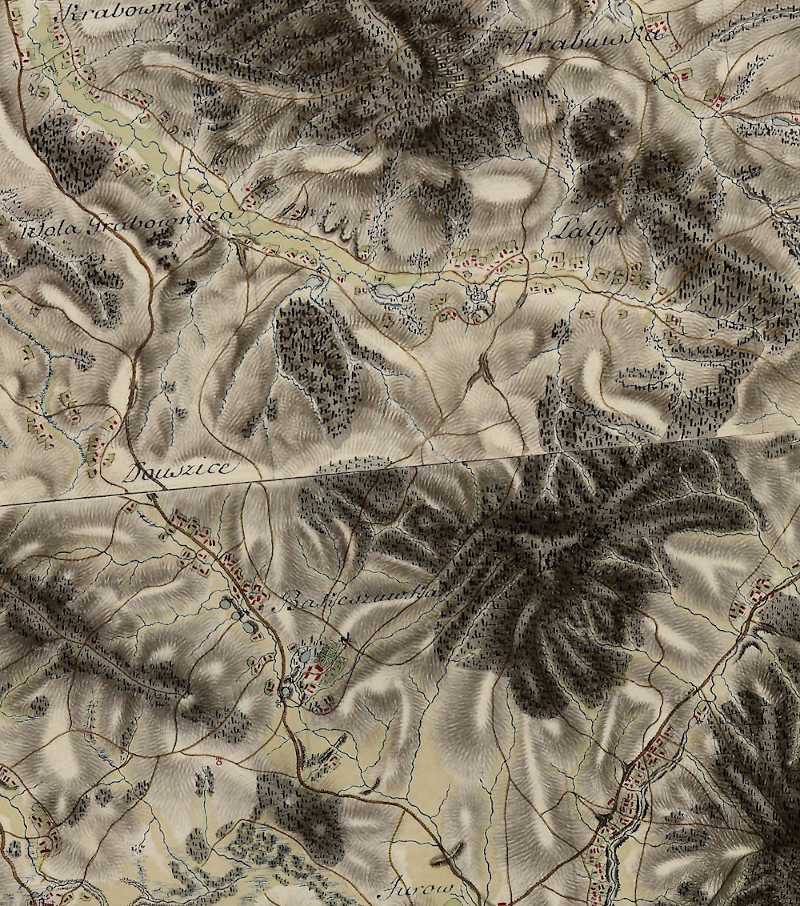
Pakoszówka und Lalin um 1780 auf der Karte von Friedrich von Mieg

Der Ort liegt im günstigen Durchgang zwischen dem Stobnica-Tal (der Weiler Dołoszyce) und dem San-Tal (das Zentrum des Dorfs liegt an einem linken Zufluss des Flusses Rzozowy im Zuflussgebiet des San), auf der DW 886 zwischen Sanok im Südosten und Brzozów im Nordwesten. Die Nachbarorte sind Lalin im Norden, Falejówka, Srogów Górny und Jurowce im Osten, Kostarowce im Süden, Strachocina im Südwesten, sowie Górki und Grabownica Starzeńska im Nordwesten.

## Geschichte
Der Ort wurde wahrscheinlich im Jahr 1348 vom Mikołaj Pakosz, dem gemeinten Namensgeber, gegründet, aber wurde erst im Jahr 1390 als Pakosowska bzw. Pakoschowa, ein ethnisch-religiös gemischtes Dorf (cmetones tam Rutheni, quam Poloni) der römisch-katholischen Pfarrei in Strachocin, erstmals urkundlich erwähnt. 1408 wurde er mit dem Nebennamen Thomkynhaw (das Suffix -haw entsprach oft dem deutschen Rodungsnamen) erwähnt, als Thomkynhaw wlgariter Pacoschowka et Laliny an die Brüder Tomek (Thymco; polnische Verniedlichung von Thomas) und Mikołaj, die Söhne von Pakosz von Pakoszówka, verliehen wurde. Der Name Thomkynhaw tauchte nie wieder auf und der lateinische Terminus vulgariter deutete normalerweise auf die Aussprache des Ortsnamens von der Mehrheit der örtlichen Bevölkerung. Pakoszówka teilte zum großen Teil die Geschichte mit Lalin Niemiecki (etwa Deutsch Lalin) und Lalin Ruski (etwa Ruthenisch Lalin).
Politisch gehörte das Dorf zum Sanoker Land, Woiwodschaft Ruthenien, Königreich Polen, ab 1569 in der Adelsrepublik Polen-Litauen. Bei der Ersten Teilung Polens kam Pakoszówka 1772 zum neuen Königreich Galizien und Lodomerien des habsburgischen Kaiserreichs (ab 1804). Ab dem Jahr 1855 gehörte Pakoszówka zum Bezirk Sanok. Im Jahr 1900 hatte die Gemeinde 441 Hektar Fläche, 108 Häuser mit 625 Einwohnern, davon war die Mehrheit ruthenischsprachig (328) und römisch-katholisch (333), während die Polnischsprachigen (297), Griechisch-Katholiken (279) und Juden (13) in der Minderheit waren. Die Griechisch-Katholiken gehörten zur Pfarrei in Lalin.

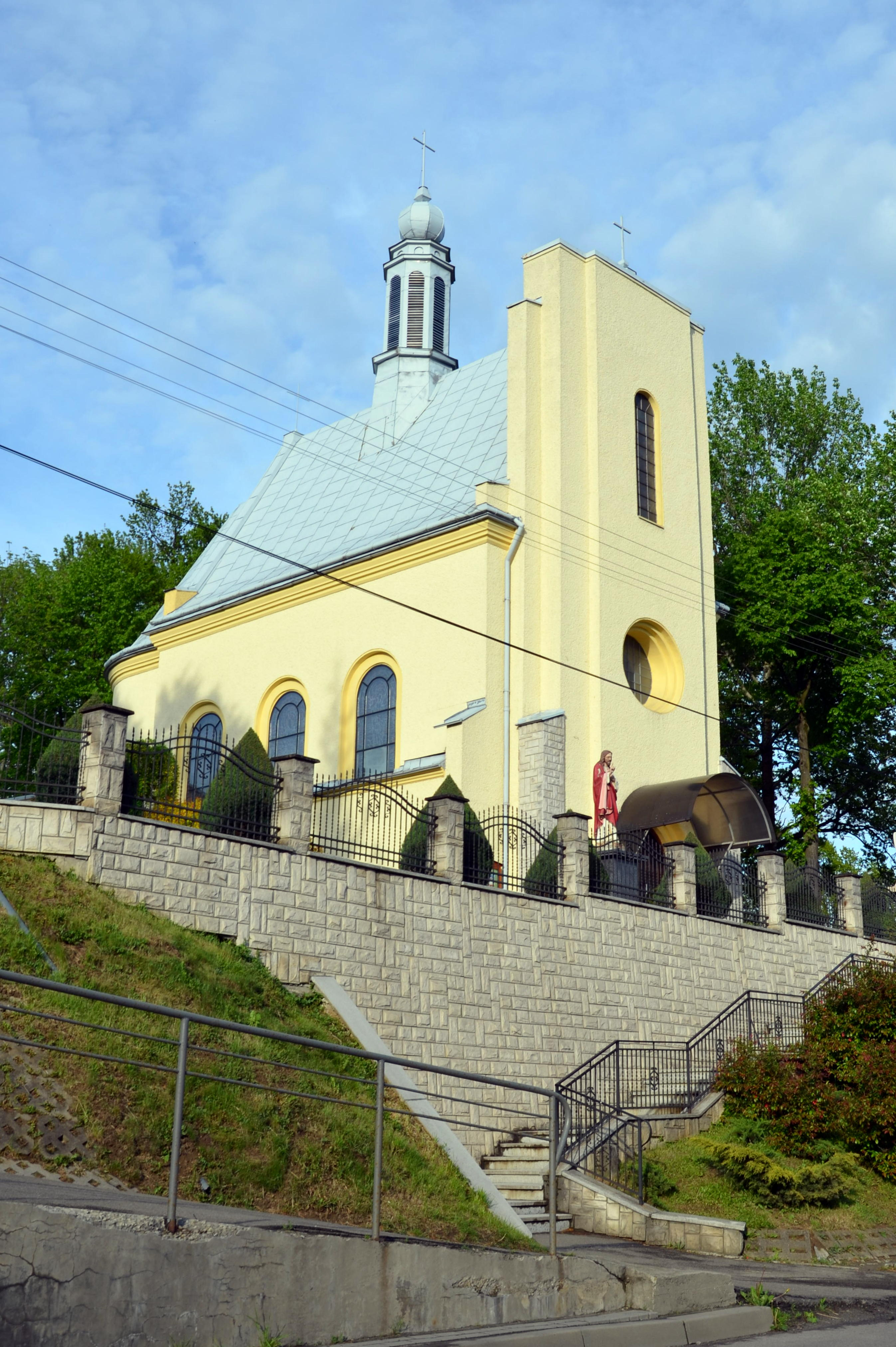
Ortskirche

Nach dem Ende des Ersten Weltkriegs und dem Zusammenbruch der Habsburgermonarchie kam Pakoszówka 1918 zu Polen. Unterbrochen wurde dies nur durch die deutsche Besetzung Polens im Zweiten Weltkrieg. 1946 wurden die örtliche Ukrainer in die Sowjetunion umgesiedelt. Von 1975 bis 1998 gehörte Pakoszówka zur Woiwodschaft Krosno.

## Persönlichkeiten
- Petro Kocylovskyj (1845–1920), Abgeordneter des galizischen Landtags,
- Josaphat Kocylovskyj (1876–1947), Petros Sohn, Basilianermönch, Priester, Bischof und Märtyrer der ukrainischen griechisch-katholischen Kirche und Seliger der römisch-katholischen Kirche;